# كيني كلارك
كيني كلارك (بالإنجليزية: Kenny Clarke)‏ (و. 1914 – 1985 م) هو طبال، وقائد فرقة ‏، وموزع (موسيقى)، وعازف جاز أمريكي، ولد في بيتسبرغ، توفي في باريس، عن عمر يناهز 71 عاماً.

## وصلات خارجية
- كيني كلارك على موقع IMDb (الإنجليزية)
- كيني كلارك على موقع الموسوعة البريطانية (الإنجليزية)
- كيني كلارك على موقع ميوزك برينز (الإنجليزية)
- كيني كلارك على موقع إن إن دي بي (الإنجليزية)
- كيني كلارك على موقع أول ميوزيك (الإنجليزية)
- كيني كلارك على موقع ديسكوغز (الإنجليزية)
- كيني كلارك على موقع قاعدة بيانات الفيلم (الإنجليزية)

- كيني كلارك في قاعدة بيانات الأفلام على الإنترنت